# O Soldadinho de Chumbo

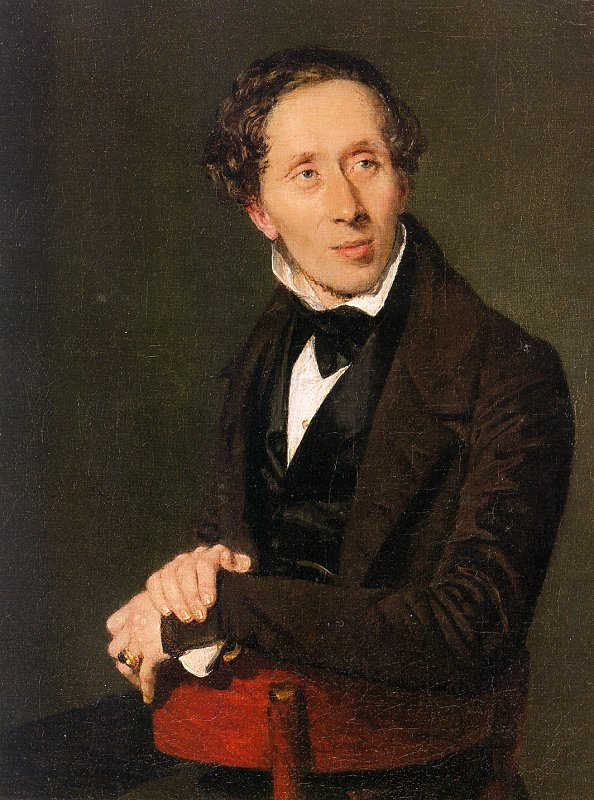
Andersen em 1836

O Soldadinho de Chumbo é um conto de fadas escrito por Hans Christian Andersen e publicado pela primeira vez em 1838.
Conta a história de um boneco que tem apenas uma perna e que se apaixona por uma bailarina que também é uma boneca. Foi o primeiro conto escrito totalmente pelo autor e não tem um final feliz.
A história do soldadinho de chumbo — de estanho no texto original — foi adaptada para um dos segmentos do filme de animação Fantasia 2000, da Disney. O mesmo conto também serviu de inspiração para o filme Toy Story, igualmente produzido pela Disney.
Também no livro "Não era uma vez" o conto é citado, porém como se fosse "o depois", e foi dado o nome de "O Mistério do Coração Cinza, Um Thriller de Brinquedo".

## Enredo
Um menino, em seu aniversário, ganhou uma caixa com 25 soldados feitos de chumbo e os alinhou em cima de uma mesa. O último dos soldados tinha apenas uma perna. Perto, havia uma bailarina de papel que se equilibrava somente em uma perna, com os braços levantados. O soldado de uma perna só, acreditou que a bailarina também tivesse somente uma perna, e acabou por apaixonar-se profundamente por ela. Naquela noite, um gênio mau, entre os outros brinquedos, advertiu o soldado para que ele parasse de olhar para a bailarina, mas o soldado o ignorou. No dia seguinte, o soldado caiu do paradeiro da janela, trabalho do gênio e ficou na calçada. Dois meninos encontraram o soldado, colocaram-no num barquinho de papel e lançaram-no pela sarjeta. O barquinho caiu no esgoto e continuou a navegar até cair num rio, onde foi engolido por um peixe. Quando este peixe foi pescado e cortado, o soldado estava na mesma casa de antes e colocado de volta próximo à bailarina. Sem querer, o soldado caiu no fogo. Um vento soprou e derrubou a bailarina também no fogo; ela foi consumida instantaneamente, somente restando seu coração de pedra azul. O soldado derreteu numa poça em forma de coração.